# Modo hipofrígio

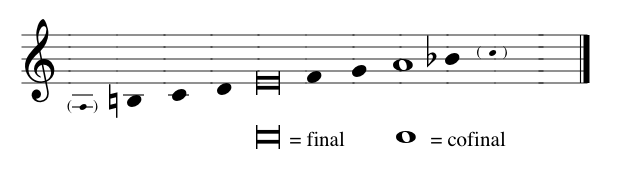
Modo hipofrígio em mi (E).

O modo hipofrígio (deuterus plagalis), que significa literalmente "abaixo do frígio (segundo plagal)", é um modo ou escala diatônica musical na teoria do canto medieval, o quarto modo da música sacra. Este modo é a contraparte plagal do terceiro modo autêntico, que foi chamado de frígio. Na Idade média e no Renascimento, esse modo era descrito de duas maneiras: a escala diatônica de si (B) a si (B) uma oitava acima, dividida no modo com final mi (E) (B – C – D – E + E – F – G – A – B); e como um modo com final mi (E) e ambitus [en] do lá (A) abaixo ao dó (C) acima. A nota lá (A) acima da final (oatenor do quarto tom do salmo correspondente) tinha uma importante função melódica. A extensão melódica do modo hipofrígio eclesiástico, portanto, vai da quarta justa [en] ou da quinta justa abaixo da tônica até a quinta justa ou a sexta menor acima.

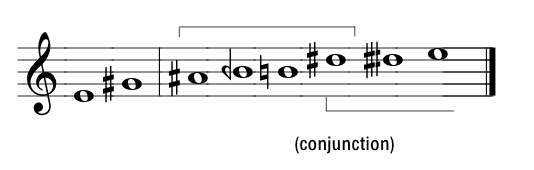
Espécie de oitava hipofrígia grega antiga em mi (E) (a barra de compasso marca o início do tetracorde enarmônico, conjugado a um segundo tetracorde)

O nome hipofrígio origina-se de uma espécie de oitava [en] da teoria musical da Grécia antiga. De acordo com Aristoxeno, esta espécie de oitava foi originalmente descrita por volta do ano 400 A.E.C. pela escola harmônica de Eratocles em termos de gênero enarmônico de tetracorde: uma série de intervalos ascendentes de dois quartos de tom [en] seguidos por um ditono [en], juntos abrangendo uma quarta justa [en]. A espécie de oitava dórica começa com este tetracorde, que é seguido por um tom inteiro e outro tetracorde para completar a oitava com um padrão de ¼, ¼, 2, 1, ¼, ¼ e 2 tons. Este padrão é girado para baixo um grau para o hipolídio [en], e mais um para o hipofrígio, para uma espécie de oitava de 2, 1, ¼, ¼, 2, ¼ e ¼ tons.
O nome foi apropriado por Ptolomeu de Alexandria para um de seus sete tonoi, ou chaves de transposição. O sistema de Ptolomeu diferia do modelo aristoxeniano anterior, que tinha treze níveis de transposição, cada um a um semitom de seus vizinhos. Ptolomeu substituiu uma sequência diatônica de sete transposições afinadas em um tom inteiro ou um semitom à parte. Todo o sistema de escala de dupla oitava foi então transposto para cada um desses níveis de afinação relativos, exigindo (em termos modernos) uma armadura de clave diferente em cada caso e, portanto, uma sequência diferente de tons inteiros e semitons no intervalo de oitava central fixo. A transposição hipofrígia era a segunda mais baixa delas, um tom inteiro acima da hipodórica. Um tom inteiro acima era o hipolídio, seguido um semitom ainda mais alto pelo dórico, depois outro tom inteiro pelo frígio, e assim por diante.  Quatro séculos depois, o termo foi retirado de Ptolomeu exatamente no mesmo sentido por Boécio, que descreveu esses sete nomes como "toni, tropi, vel modi" (tons, tropos ou modos) no quarto livro de seu De institutione musica. No final do século IX, nos tratados carolíngios Alia musica e em um comentário sobre ela chamado Nova expositio, este conjunto de sete termos, complementados por um oitavo nome, "Hipermixolídio", recebeu um novo significado, designando um conjunto de diatônicos espécies de oitavas, descritas como as incorporações tonais dos oito modos do canto gregoriano.
Missa Mi-mi (Missa quarti toni) de Johannes Ockeghem é um exemplo bem conhecido de uma obra escrita no modo hipofrígio.[carece de fontes?]